# Теодоальд
Теодоальд (Тібальд, Теодебальд) (*Theudoald, бл. 708 — між 717 та 741) — мажордом Австразії у 714—717 роках та Нейстрії і Бургундії у 714—715 роках. Став другим мажордомом (після Вульфоальда), що об'єднав під своєю владою усю Франкську державу.

## Життєпис
Походив з роду Арнульфінгів і Піпінідів. Позашлюбний син Грімоальда Молодшого, мажордома Нейстрії й Бургундії. Народився близько 708 року. У 714 році втратив батька. Грімоальд ще за своє життя призначив Теодоальда своїм наступником. Того ж року помер дід — Піпін Геристальський, мажордом Австразії. Внаслідок цього усі франкські королівства опинилася в одних руках. За малого Теодоальда управляти Франкською державою стала його бабка Плектруда.
Передача фактичної влади жінці збурило знать усіх королівств. Першими підняли повстання знатні роди Нейстрії, які висунули на посаду мажордома Раґенфреда. У 715 році останній рушив на чолі війська проти військ Плектруди і завдав їй нищівної поразки під Сен-Жан-де-Клюїз у Комп'єнському лісі. В результаті влада Теодоальда обмежилася Австразією.
Після смерті короля Дагоберта III в 715 році вони визволили з монастиря ченця Данила, сина Хільдеріка II, якого оголосили королем під ім'ям Хільперіка II, відтіснивши від трону сина покійного короля, Теодоріха IV. Раґенфред відправив у відставку деяких духовних осіб, поставлених Піпіном Геристальським.
У 716 році ворожі сили Австразії — війська Нейстрії, сакси і фризький король Радбод з двох боків атакували Кельн — резиденцію Теодоальда і Плектруди. Біля Кельна війська Автсразії зазнали поразки. Слідом за цим Раґенфред домігся, щоб Плектруда видала йому частину багатств, що відповідає частці Нейстрії і Бургундії в загальній площі королівства. Проте на зворотному шляху військо Рагенфреда і Радбода було розбите військом Карла Мартела, стрийком Теодоальда, в битві на річці Амбла.
У франкських анналах повідомляється, що Теодоальд помер в 717 році, але деякі сучасні історики припускають, що він міг померти в 723 (начебто був присутній в Утрехті під час здійснення пожертв церквам і монастирям Карлом Мартелом) або в 741 році, коли був вбитий синами Мартела.